# Skärnäs Terminal
Skärnäs Terminal är en hamn i Iggesund som tidigare var ett helägt dotterbolag till AB Iggesunds Bruk (idag Iggesund Paperboard) men numera är upptaget som en del av det tidigare moderbolaget.
Hamnen lastar i första hand kartong från Iggesund Paperboard, men också en hel del virke (från Iggesund Timber i första hand, men även från andra sågverk), timmer och pappersmassa. Man tar också emot en del timmer samt kemikalier.
Hamnen har ett maxdjup på 7,2 meter och tar emot fartyg av typen RoRo och LoLo.